# Spathidexia cerussata
Spathidexia cerussata là một loài ruồi trong họ Tachinidae.